# Fernán Martínez
Fernán Martínez Mahecha es un periodista, publicista, mánager de talento y productor de grandes espectáculos colombiano. 

## Trayectoria
Inició su trayectoria internacional como publicista de Julio Iglesias en los años 80 y después fue su mánager, posteriormente, empezó las carreras internacionales de Enrique Iglesias de quien fue mánager en sus primeros años y de Juanes, durante los primeros 11 años como solista.
Fue el promotor del concierto de Paul McCartney en Bogotá en 2012, y como productor de eventos fue el creador de los conciertos Paz sin fronteras en la frontera colombo-venezolana y en la Plaza de la Revolución en La Habana donde asistieron más de un millón 200 mil personas y fue transmitido por televisión a más de 25 países.
Su gran pasión es la fotografía. Actualmente está escribiendo un libro basado en sus experiencias profesionales y fue jurado del programa La pista de Caracol TV.
En su nota "Quieres irte para Miami", escribe sobre las actividades que los hispanos desarrollan en Estados Unidos para ganarse la vida. En junio de 2014, protagonizó un escándalo haciéndolo saber al programa de entretenimiento La Red de un supuesto engaño y estafa por Juanes, lo cual generó mucha controversia.